# Fianna Fáil
Fianna Fáil - The Republican Party (Soldados da Irlanda - Partido Republicano) é um partido político liberal da República da Irlanda.

## História

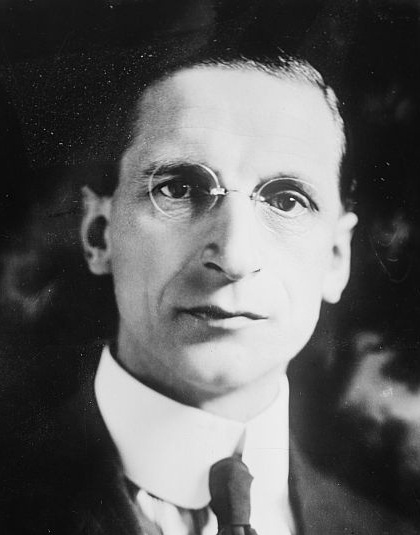
Éamon de Valera, fundador do Fianna Fáil.

O partido foi fundado em 1926, por Éamon de Valera, como uma cisão do Sinn Féin, pela questão da política de abstencionismo adoptado pelos nacionalistas. As origens históricas deste partido remontam à Guerra Civil Irlandesa, em que facção liderada por Éamon de Valera, era completamente contra o Tratado assinado com o Reino Unido, em 1921, e, defendia uma Irlanda, unida e republicana.
A nível eleitoral, o partido transformou-se um partido enormemente poderoso e hegemónico, ganhando todas as eleições legislativas irlandesas de 1932 a 2007, sucesso apenas comparável com os social-democratas suecos e democratas-cristãos italianos, mas, nas eleições de 2011, o partido obteve o seu pior resultado eleitoral, ficando-se como terceiro partido, com apenas 17,5% dos votos e 20 deputados.
A nível europeu, o Fianna Fáil é membro da Aliança dos Democratas e Liberais pela Europa e, a nível internacional observador da Internacional Liberal.
O líder do Fianna Fáil é Micheál Martin, desde 26 de janeiro de 2011, o atual Taoiseach.

## Ideologia
O Fianna Fáil, ideologicamente, é um dos maiores exemplos de um partido pega-tudo, não sendo fácil nomear uma linha ideológica aos diferentes membros e apoiantes do partido. O partido, apesar de tudo, sempre foi um partido conservador, tendo, historicamente, relações próximas dos representantes da Igreja Católica na Irlanda. Além disto, o partido também, historicamente, tem tido o apoio dos sindicatos irlandeses, com muito membros sindicais a apoiarem o partido, muito graças aos vários acordos de governos Fianna Fáil com os sindicatos, que protegiam os seus interesses. Esta capacidade do partido, em se aproximar da Igreja e dos sindicatos, prova bem o seu estatuto de partido pega-tudo, com capacidade de, tanto atrair votantes católicos e religiosos, bem como votantes de classe trabalhadora.
A nível económico, o partido tem sofrido grandes transformações. Inicialmente, o partido seguia um modelo que defendia a intervenção do Estado na economia, o protecionismo económico contra concorrência estrangeira, políticas de redistribuição da riqueza e a criação de um Estado de bem-estar social, algo que foi defendido pelo partido até a década de 1990, quando, o partido começou a seguir uma linha económica neoliberal, defendendo uma política de privatizações, cortes no Estado Social, conservadorismo fiscal e políticas que apoiem a liberdade de mercado de concorrência, algo que, contribui para, na década de 1990, um crescimento económico notável, que ficou conhecido como Tigre celta.
Além destas nuances ideológicas, o partido sempre adoptou um tom populista, algo que lhe permitiu, como acima referida, votantes das mais diferentes áreas. O partido também, historicamente, foi um grande defensor da reunificação das Irlandas, mas actualmente, defende que, tal, só poderá acontecer por consenso democrático e popular. Aquando a sua fundação, o Fianna Fáil assentava em três objetivos básicos:
- A reunificação da Irlanda;
- A criação de um país auto-sustentável;
- O reforço da língua irlandesa.

O partido liderou a Irlanda, sozinho ou em coligação, de 1932 a 1948, de 1951 a 1954, de 1957 a 1973, de 1977 a 1981, em 1982, de 1987 a 1994, de 1997 a 2011 e atualmente está no poder desde 2020. Assim, deteve a maioria em mais de 60 dos 89 anos de existência da Irlanda independente (e 44 anos dos 73 anos da República da Irlanda). Um de seus membros também ocupou a presidência de 1945 a 1974, de 1976 a 1990 e de 1997 a 2011. O seu principal rival é o Fine Gael.
É a principal força que representa o republicanismo irlandês. Defende historicamente uma forma de nacionalismo (pela sua vontade de preservar a língua irlandesa e as práticas culturais tradicionais) e a unificação em apenas um Estado de toda a ilha da Irlanda, bem como os valores inspirados pela República Francesa da Liberdade, Igualdade, Fraternidade. Sobrevivência de movimentos radicais muito difundidos na Europa no período entre guerras, é frequentemente comparado, por sua vontade demonstrada de transcender a divisão esquerda-direita e sua defesa do particularismo cultural e de uma política de independência nacional, aos movimentos gaullistas franceses ou ao Partido Revolucionário Institucional do México.
A constituição do movimento (ou Córú Fhianna Fáíl em irlandês) define oito princípios fundamentais:
- garantir a unidade da Irlanda e seu povo em paz e consenso;
- desenvolver uma vida nacional específica, de acordo com as diversas tradições e ideais do povo irlandês, como parte de uma cultura europeia mais ampla, e restaurar e promover o idioma irlandês como o idioma da vida do povo;
- garantir liberdade religiosa e civil, e igualdade de direitos, igualdade de tratamento e igualdade de oportunidades para toda a população da Irlanda;
- desenvolver os recursos e a riqueza da Irlanda em todo o seu potencial, sujeitando-os às necessidades e ao bem-estar de toda a população da Irlanda, de modo a garantir o emprego sustentável máximo, com base na promoção de empreendedorismo e autonomia e na parceria social;
- proteger o meio ambiente e o património natural da Irlanda e garantir um equilíbrio entre cidades e campo e entre regiões e manter o maior número possível de famílias nos territórios;
- promover a família e um senso mais amplo de responsabilidade social e defender o estado de direito no interesse do bem-estar e segurança do público;
- manter o estatuto da Irlanda como um Estado soberano, um membro de pleno direito da União Europeia e das Nações Unidas, contribuindo para a paz, o desarmamento e o desenvolvimento segundo o princípio da tradição da política externa independente da Irlanda;
- reformar as leis e instituições do Estado, para torná-las operacionais, humanas, atentas e sensíveis às necessidades dos cidadãos.

## Resultados Eleitorais

### Eleições legislativas
| Data    | Líder           | CI. | Votos   | %            | +/-     | Deputados | +/- | Status            |
| ------- | --------------- | --- | ------- | ------------ | ------- | --------- | --- | ----------------- |
| 06/1927 | Éamon de Valera | 2.º | 299 486 | 26,2 / 100,0 |         | 44 / 153  |     | Oposição          |
| 09/1927 | Éamon de Valera | 2.º | 411 777 | 35,2 / 100,0 | 9,0     | 57 / 153  | 13  | Oposição          |
| 1932    | Éamon de Valera | 1.º | 566 498 | 44,5 / 100,0 | 9,3     | 72 / 153  | 15  | Governo           |
| 1933    | Éamon de Valera | 1.º | 689 054 | 49,7 / 100,0 | 5,2     | 77 / 153  | 5   | Governo           |
| 1937    | Éamon de Valera | 1.º | 599 040 | 45,2 / 100,0 | 4,5     | 69 / 138  | 4   | Governo           |
| 1938    | Éamon de Valera | 1.º | 667 996 | 51,9 / 100,0 | 6,7     | 77 / 138  | 8   | Governo           |
| 1943    | Éamon de Valera | 1.º | 557 525 | 41,9 / 100,0 | 10,0    | 67 / 138  | 10  | Governo           |
| 1944    | Éamon de Valera | 1.º | 595 259 | 48,9 / 100,0 | 7,0     | 76 / 138  | 9   | Governo           |
| 1948    | Éamon de Valera | 1.º | 553 914 | 41,9 / 100,0 | 7,0     | 68 / 147  | 8   | Oposição          |
| 1951    | Éamon de Valera | 1.º | 616 212 | 46,3 / 100,0 | 4,4     | 69 / 147  | 1   | Governo           |
| 1954    | Éamon de Valera | 1.º | 578 960 | 43,4 / 100,0 | 2,9     | 65 / 147  | 4   | Oposição          |
| 1957    | Éamon de Valera | 1.º | 592 994 | 48,3 / 100,0 | 4,9     | 78 / 147  | 13  | Governo           |
| 1961    | Seán Lemass     | 1.º | 512 073 | 43,8 / 100,0 | 4,5     | 70 / 144  | 8   | Governo           |
| 1965    | Seán Lemass     | 1.º | 597 414 | 47,7 / 100,0 | 3,9     | 72 / 144  | 2   | Governo           |
| 1969    | Jack Lynch      | 1.º | 602 234 | 45,7 / 100,0 | 2,0     | 75 / 144  | 3   | Governo           |
| 1973    | Jack Lynch      | 1.º | 624 528 | 46,2 / 100,0 | 0,5     | 69 / 144  | 6   | Oposição          |
| 1977    | Jack Lynch      | 1.º | 811 615 | 50,6 / 100,0 | 4,4     | 84 / 148  | 15  | Governo           |
| 1981    | Charles Haughey | 1.º | 777 616 | 45,3 / 100,0 | 5,3     | 78 / 166  | 6   | Oposição          |
| 02/1982 | Charles Haughey | 1.º | 786 951 | 47,3 / 100,0 | 2,0     | 81 / 166  | 3   | Governo           |
| 11/1982 | Charles Haughey | 1.º | 763 313 | 45,2 / 100,0 | 2,1     | 75 / 166  | 6   | Oposição          |
| 1987    | Charles Haughey | 1.º | 784 547 | 44,1 / 100,0 | 1,1     | 81 / 166  | 6   | Governo           |
| 1989    | Charles Haughey | 1.º | 731 472 | 44,1 / 100,0 | Estável | 77 / 166  | 4   | Governo           |
| 1992    | Albert Reynolds | 1.º | 674 650 | 39,1 / 100,0 | 5,0     | 68 / 166  | 9   | Governo           |
| 1997    | Bertie Ahern    | 1.º | 703 682 | 39,3 / 100,0 | 0,2     | 77 / 166  | 9   | Governo           |
| 2002    | Bertie Ahern    | 1.º | 770 748 | 41,5 / 100,0 | 2,2     | 81 / 166  | 4   | Governo           |
| 2007    | Bertie Ahern    | 1.º | 858 565 | 41,6 / 100,0 | 0,1     | 77 / 166  | 4   | Governo           |
| 2011    | Micheál Martin  | 3.º | 387 358 | 17,5 / 100,0 | 24,1    | 20 / 166  | 57  | Oposição          |
| 2016    | Micheál Martin  | 2.º | 519 356 | 24,3 / 100,0 | 6,8     | 44 / 158  | 24  | Apoio parlamentar |
| 2020    | Micheál Martin  | 1.º | 484 315 | 22,2 / 100,0 | 2,1     | 37 / 160  | 6   | Governo           |
| 2024    | Micheál Martin  | 1.º | 481 417 | 21,9 / 100,0 | 0,3     | 48 / 174  | 11  |                   |

### Eleições europeias
| Data | CI. | Votos   | %            | +/- | Deputados | +/-     |
| ---- | --- | ------- | ------------ | --- | --------- | ------- |
| 1979 | 1.º | 464 451 | 34,7 / 100,0 |     | 5 / 15    |         |
| 1984 | 1.º | 438 946 | 39,2 / 100,0 | 4,5 | 8 / 15    | 3       |
| 1989 | 1.º | 514 537 | 31,5 / 100,0 | 7,7 | 6 / 15    | 2       |
| 1994 | 1.º | 398 066 | 35,0 / 100,0 | 3,5 | 7 / 15    | 1       |
| 1999 | 1.º | 537 757 | 38,6 / 100,0 | 3,6 | 6 / 15    | 1       |
| 2004 | 1.º | 524 504 | 29,5 / 100,0 | 9,1 | 4 / 13    | 2       |
| 2009 | 2.º | 440 562 | 24,1 / 100,0 | 5,4 | 3 / 12    | 1       |
| 2014 | 1.º | 369 545 | 22,3 / 100,0 | 1,8 | 1 / 11    | 2       |
| 2019 | 2.º | 277 705 | 16,6 / 100,0 | 5,7 | 1 / 11    | Estável |

### Eleições presidenciais
| Data | Candidato apoiado            | % de primeiras preferências  | 1.ª Contagem                 | 1.ª Contagem                 | 2.ª Contagem                 | 2.ª Contagem                 | Notas                   |
| Data | Candidato apoiado            | % de primeiras preferências  | Votos                        | Cl.                          | Votos                        | Cl.                          | Notas                   |
| ---- | ---------------------------- | ---------------------------- | ---------------------------- | ---------------------------- | ---------------------------- | ---------------------------- | ----------------------- |
| 1938 | Douglas Hyde                 |                              |                              |                              |                              |                              | Eleito sem adversários. |
| 1945 | Seán T. O'Kelly              | 49,5 / 100,0                 | 537 965                      | 1.º                          | 565 165                      | 1.º                          |                         |
| 1952 | Seán T. O'Kelly              |                              |                              |                              |                              |                              | Eleito sem adversários. |
| 1959 | Éamon de Valera              | 56,3 / 100,0                 | 538 003                      | 1.º                          |                              |                              |                         |
| 1966 | Éamon de Valera              | 50,5 / 100,0                 | 558 861                      | 1.º                          |                              |                              |                         |
| 1973 | Erskine H. Childers          | 52,0 / 100,0                 | 635 867                      | 1.º                          |                              |                              |                         |
| 1974 | Cearbhall Ó Dálaigh          |                              |                              |                              |                              |                              | Eleito sem adversários. |
| 1976 | Patrick Hillery              |                              |                              |                              |                              |                              | Eleito sem adversários. |
| 1983 | Patrick Hillery              |                              |                              |                              |                              |                              | Eleito sem adversários. |
| 1990 | Brian Lenihan                | 44,1 / 100,0                 | 694 484                      | 1.º                          | 731 273                      | 2.º                          |                         |
| 1997 | Mary McAleese                | 45,2 / 100,0                 | 574 424                      | 1.º                          | 706 259                      | 1.º                          |                         |
| 2004 | Mary McAleese                |                              |                              |                              |                              |                              | Eleita sem adversários. |
| 2011 | Nenhuma candidatura apoiada. | Nenhuma candidatura apoiada. | Nenhuma candidatura apoiada. | Nenhuma candidatura apoiada. | Nenhuma candidatura apoiada. | Nenhuma candidatura apoiada. |                         |
| 2018 | Michael D. Higgins           | 55,8 / 100,0                 | 822 566                      | 1.º                          |                              |                              |                         |